# كاميليا ساسانكوا
الكاميليا الساسانكوا، بالاسم الشائع، هي من أنواع الكاميليا الأصلية في الصين واليابان. وعادة ما ينمو إلى ارتفاع 900 متر.
وهي شجيرة دائمة الخضرة تنمو حتى 5 أمتار. الأوراق عبارة عن شكل بيضاوي عريض، طوله 3-7 سم وعرضه 1.2-3 سم، حافته مسننة بدقة. يبلغ قطر الأزهار 5-7 سم، مع 5-8 بتلات بيضاء إلى وردية داكنة.

## تاريخ واستخدامات
في بداية فترة إيدو، بدأت أصناف الكاميليا ساسانكوا في الظهور؛ تم تسجيل أول سجل لأصناف هذا النبات بواسطة (Ihei Ito(1695–1733. في اليابان، لا تعتبر كاميليا حقيقية كما يسميها اليابانيون (Sazanka (サ ザ ン カ،山 茶花.
لم تكن كاميليا ساسانكوا معروفة في المجتمعات الغربية حتى عام 1820، أحضر الكابتن ريتشارد راوز من شرق إنديامان وارن هاستينغز كاميليا ساسانكوا فار. ثم في عام 1869، استورد التجار الهولنديون بعض العينات إلى أوروبا. يتم تقديمه الآن أيضًا إلى أستراليا والولايات المتحدة.
لديها تاريخ طويل من الزراعة في اليابان لأسباب عملية وليس للزينة. تستخدم الأوراق لصنع الشاي بينما تستخدم البذور لصنع زيت بذور الشاي، والذي يستخدم في الإضاءة، والتشحيم،والطبخ، وأغراض التجميل. يحتوي زيت الشاي على نسبة حرارية أعلى من أي زيت آخر متاح بشكل طبيعي في اليابان.
كاميليا ساسانكوا تحظى بتقدير كبير في الحدائق لأوراقها الخضراء شديدة اللامعان، والزهور الفردية العطرة التي يمكن أن تتراوح في اللون من الأبيض إلى الوردي الغامق ويتم إنتاجها في وقت مبكر للغاية من الموسم. تم اختيار أصناف مختلفة، من بينها "Crimson King" و"Hugh Evans" و"Jean May".
جائزة جمعية البستنة الملكية لجدارة الحدائق.